# ويليام ليون فيلبس
ويليام ليون فيلبس (بالإنجليزية: William Lyon Phelps)‏ هو كاتب أمريكي، ولد في 2 يناير 1865 في نيو هيفن في الولايات المتحدة، وتوفي بنفس المكان في 21 أغسطس 1943.

## وصلات خارجية
- ويليام ليون فيلبس على موقع أوليمبيديا (الإنجليزية)
- ويليام ليون فيلبس على موقع الموسوعة البريطانية (الإنجليزية)
- ويليام ليون فيلبس على موقع إن إن دي بي (الإنجليزية)